# 吳仲禮
吳仲禮（1506年—？），字思立，號東瀾，直隸池州府貴池縣人，明朝政治人物。

## 生平
嘉靖十三年（1534年）甲午科應天府鄉試第十九名舉人。嘉靖二十六年（1547年）中式丁未科會試第二百六十三名，登第三甲第十六名進士。刑部觀政，授金华府推官，升兵部主事，嘉靖三十三年（1554年）改任禮部主事，歷禮部员外郎，出为四川佥事、雲南参议。

## 家族
曾祖吳怡興，縣丞；祖父吳浦源；父吳守寧，母檀氏。